# Las Saladas
Las Saladas es una localidad situada en el departamento Río Primero, provincia de Córdoba, Argentina.
Se encuentra situada sobre un camino de tierra a 115 km de la Ciudad de Córdoba, aproximadamente.
La principal actividad económica es la agricultura seguida por la ganadería, siendo el principal cultivo la soja y también cultivo de papa y ajo en un establecimiento cercano generando así fuente de empleo para los lugareños.
El turismo también tiene cierta relevancia en el economía local debido a su cercanía con la reserva provincial de uso múltiple Bañados del Río Dulce y Laguna Mar Chiquita.
El clima de la comuna es templado con estación seca, registrándose un promedio de precipitaciones de 700 mm, aproximadamente.
Existen en la localidad un dispensario, algunas escuelas primarias, un puesto policial y un edificio comunal en donde se efectúan las funciones administrativas.

## Población
Cuenta con 134 habitantes (Indec, 2010), lo que representa un descenso del 34,6 % frente a los 205 habitantes (Indec, 2001) del censo anterior.
| Gráfica de evolución demográfica de Las Saladas entre 1991 y 2010 |
|                                                                   |
| Fuente: Censos nacionales del INDEC                               |

## Sismicidad
La sismicidad de la región de Córdoba es frecuente y de intensidad baja, y un silencio sísmico de terremotos medios a graves cada 30 años en áreas aleatorias. Sus últimas expresiones se produjeron:
- 22 de septiembre de 1908 (116 años), a las 17:00 UTC-3, con 6,5 Richter, escala de Mercalli VII; ubicación 30°30′0″S 64°30′0″O / -30.50000, -64.50000; profundidad: 100 km; produjo daños en Deán Funes, Cruz del Eje y Soto, provincia de Córdoba, y en el sur de las provincias de Santiago del Estero, La Rioja y Catamarca,[3]

- 16 de enero de 1947 (78 años), a las 2:37 UTC-3, con una magnitud aproximadamente de 5,5 en la escala de Richter (terremoto de Córdoba de 1947).[2]

- 28 de marzo de 1955 (70 años), a las 6:20 UTC-3 con 6,9 Richter: además de la gravedad física del fenómeno se unió el desconocimiento absoluto de la población a estos eventos recurrentes (terremoto de Villa Giardino de 1955).

- 7 de septiembre de 2004 (20 años), a las 8:53 UTC-3 con 4,1 Richter.

- 25 de diciembre de 2009 (15 años), a las 21:42 UTC-3 con 4,0 Richter.